# 東京都選手権水泳競技大会
東京都選手権水泳競技大会（とうきょうとせんしゅけんすいえいきょうぎたいかい）は、毎年1月下旬頃に東京辰巳国際水泳場で開催される競泳大会。主催は公益財団法人東京都水泳協会。
大会は原則として東京都水泳協会登録団体に所属する選手のみに出場資格が与えられるが、一部特例も認められる。

## 歴史
2008年に第1回が開催された。
2015年の第8回大会より東京都出身でオリンピック2大会連続2冠を果たした北島康介に因み「第2の北島選手輩出」の願いを込めて「北島康介杯」が付けられている。
2017年の第10回大会の男子200ｍ平泳ぎ決勝で渡辺一平が2分6秒67の世界新記録を樹立した。

## 競技種目
第10回（2017年）大会
- 自由形： 50m 100m 200m 400m 800m(女子) 1500m(男子)
- 背泳ぎ：50m(小学生) 100m 200m
- 平泳ぎ：50m(小学生) 100m 200m
- バタフライ：50m(小学生) 100m 200m
- 個人メドレー：200m 400m